# Felicia Montealegre
Felicia Montealegre Bernstein (nascida Felicia María Cohn Montealegre; San José, 6 de fevereiro de 1922 – East Hampton, 16 de junho de 1978) foi uma atriz estadunidense de ascendência costarriquenha.
Montealegre era famosa por suas atuações em dramas televisivos e em papéis teatrais dentro e fora da Broadway. Ela se destacou com orquestras sinfônicas em todos os Estados Unidos em papéis dramáticos de atuação e narração, incluindo colaborações com seu marido, o compositor e maestro Leonard Bernstein.

## Vida e carreira

### Infância e educação
Felicia María Cohn Montealegre nasceu em 6 de fevereiro de 1922, em San José, Costa Rica. Sua mãe, Clemencia Cristina Montealegre Carazo, era costarriquenha; seu pai, Roy Elwood Cohn, era um executivo de mineração dos Estados Unidos residente na Costa Rica. Felicia tinha duas irmãs, Nancy Alessandri e Madeline Lecaros. Mariano Montealegre Bustamante, o primeiro vice-chefe de estado da Costa Rica, era seu tataravô.
Felicia mudou-se para o Chile com um ano de idade e foi educada na Escola Francesa de Freiras. Ela foi criada como católica e mais tarde se converteu ao judaísmo antes de se casar com Leonard Bernstein. Seu avô paterno era judeu.

### Broadway e carreira teatral
Em 1944, aos 21 anos, Montealegre estabeleceu-se em Nova Iorque, onde teve aulas de piano com o pianista chileno Claudio Arrau. Ao chegar à cidade, Montealegre também iniciou aulas de atuação com Herbert Berghof na Oficina Dramática da Nova Escola de Pesquisa Social. Ela então continuou estudando com ele em sua recém-fundada escola de atuação HB Studio.
Em abril de 1945, Montealegre fez sua primeira aparição como atriz em Nova Iorque na estreia em inglês de Así que pasen cinco años, de Federico Garcia Lorca, no Provincetown Playhouse. Montealegre fez sua estreia na Broadway em 20 de julho de 1946, no Booth Theatre, como a ingênua em Swan Song, de Ben Hecht. Em 1950, ela foi substituta de Leora Dana em The Happy Time on Broadway, de Samuel A. Taylor, estrelado por Eva Gabor e o então amante de Montealegre, Richard Hart.
Os papéis shakespearianos de Montealegre incluíram Jessica em uma produção de 1953 de The Merchant of Venice no New York City Center e como Katharine em Henry V em uma produção de 1956 no Cambridge Drama Festival em Cambridge, Massachusetts. Outras aparições notáveis no palco incluíram Margot Wendice em Dial M for Murder no Palm Beach Playhouse (Flórida) em 1957 e Sally Bowles em I Am a Camera, de Van Druten, no North Jersey Playhouse, estrelando ao lado de seu amigo de longa data e colega Michael Wager.
Ela voltou aos palcos da Broadway em 1967 para interpretar Birdie Hubbard em The Little Foxes, de Lillian Hellman, dirigido pelo amigo da família Mike Nichols. Ela fez sua estreia no Metropolitan Opera em 1973 como Andrômaca na ópera Les Troyens, de Hector Berlioz, a primeira encenação da obra na cidade de Nova Iorque. Montealegre fez sua última aparição na Broadway na peça Poor Murderer, de 1976, dirigida por seu ex-professor de atuação Herbert Berghof.

### Carreira na televisão
A partir de 1949, Montealegre estrelou papéis principais em antologias dramáticas semanais de televisão para Kraft Television Theatre (NBC), Studio One (CBS), Suspense (CBS), The Chevrolet Tele-Theatre (NBC) e The Philco Television Playhouse (NBC), entre outros. Ela fez sua estreia na televisão em Kraft Television Theatre da NBC em 11 de maio de 1949, como Hygieia em The Oath of Hippocrates, de Mary Violet Heberden, ao lado dos atores Dean Harens e Guy Spaull. Em 1950, ela apareceu no papel principal de Nora Helmer em A Doll's House, de Henrik Ibsen, com John Newland como Krogstad e Theodore Newton como Thorvald.

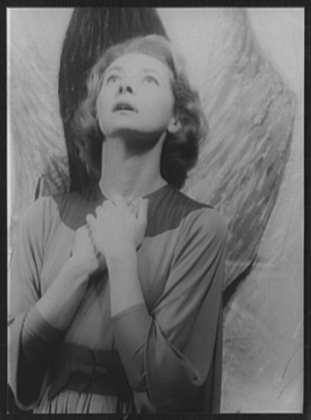
Montealegre como Joan em Joan of Arc at the Stake, de Arthur Honegger, 9 de maio de 1958; foto de Carl Van Vechten

Ela fez sua primeira aparição em Studio One da CBS Television Network no thriller psicológico Flowers from a Stranger, que foi ao ar em 25 de maio de 1949, com o ator Yul Brynner. Ela atuou em onze telesséries entre 1949 e 1956, incluindo Of Human Bondage (exibido em 21 de novembro de 1949), baseado no romance homônimo de W. Somerset Maugham no qual Montealegre interpretou Mildred ao lado de Charlton Heston como Philip Carey. Em 1952, ela co-estrelou ao lado de Heston novamente em The Wings of the Dove, baseado no romance de mesmo nome de Henry James.
Montealegre apareceu em quatro episódios da série Suspense (1949–1954), programa exibido ao vivo apresentando pessoas em situações perigosas. Em um episódio intitulado "The Yellow Scarf" (exibido em 7 de junho de 1949), ela interpretou a governanta Hettie, que se encontra em um estranho cenário envolvendo seu misterioso empregador, Sr. Bronson, interpretado por Boris Karloff, e um assistente de missão social, Tom Weatherby, interpretado por Douglass Watson.

### Obras dramáticas com orquestra
Em 1957, Montealegre desempenhou seu primeiro papel dramático em um concerto de música clássica como narradora de Parable of Death, de Lukas Foss, baseada no poema místico de Rilke, para um concerto dos Amigos da Música de Câmara de Syracuse.
Ela desempenhou o papel-título de Joan em Joan of Arc at the Stake, de Arthur Honegger, várias vezes, inclusive em 1958 com seu marido, Leonard Bernstein, regendo a Orquestra Filarmônica de Nova Iorque, e Leontyne Price no papel de Margarida.
Bernstein escreveu a narração de sua Symphony No. 3: Kadish com Montealegre em mente, e narrou sua estreia americana com a soprano Jennie Tourel e Charles Munch conduzindo a Orquestra Sinfônica de Boston em 31 de janeiro de 1964.

## Ativismo social

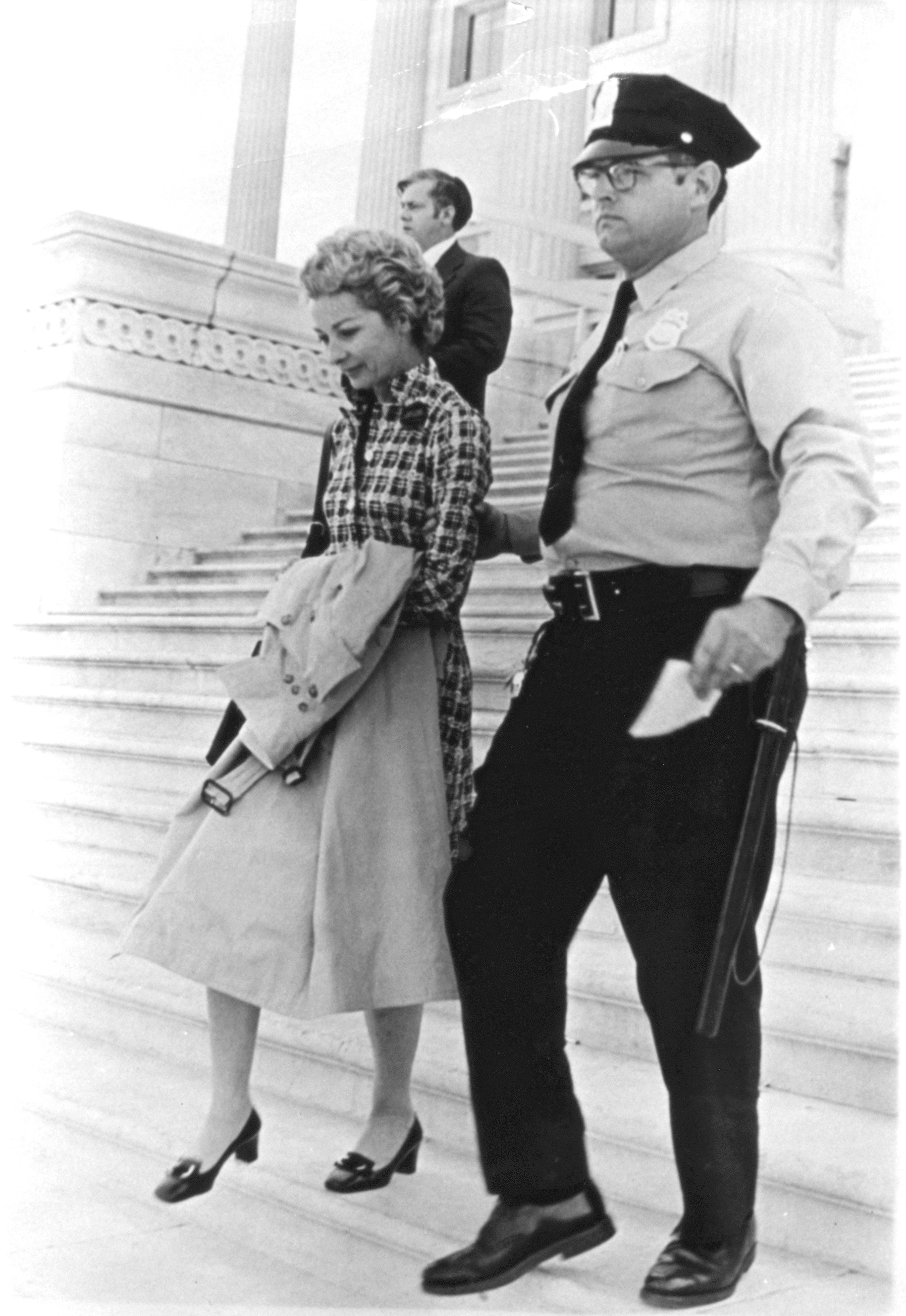
Montealegre presa na escadaria do Capitólio dos Estados Unidos, 1972

Em 1963, Montealegre tornou-se a primeira presidente da Divisão Feminina da União das Liberdades Civis de Nova Iorque, onde seus esforços se concentraram em programas educacionais e eventos de arrecadação de fundos. Montealegre disse ao San Francisco Examiner em 1964: "É incrível como poucas pessoas bem informadas sabem sobre a Constituição e pelo que as pessoas estão lutando."
Montealegre apoiou a campanha popular antiguerra Outra Mãe pela Paz. Iniciado no Dia das Mães de 1967, os voluntários enviaram cartões postais ao presidente Lyndon B. Johnson e aos membros do Congresso com a mensagem de que "a guerra não é saudável para as crianças e outros seres vivos. Fale de paz". Dois anos depois, ela também foi uma das 100 pessoas presas em um protesto antiguerra em Washington, D.C.
Em 14 de janeiro de 1970, ela organizou uma arrecadação de fundos no apartamento dos Bernsteins na Park Avenue para apoiar as famílias dos Panteras 21, membros do Partido dos Panteras Negras que estavam presos por nove meses sem datas definidas para o julgamento ou recursos financeiros para cobrir honorários advocatícios e as dificuldades econômicas das suas famílias. No dia seguinte, Charlotte Curtis descreveu o evento no The New York Times, e em junho, Montealegre se tornou o foco crítico da matéria de capa da revista New York de Tom Wolfe "Radical Chic: That Party at Lenny's". A história popularizou o termo "radical chic". Montealegre condenou veementemente a resposta numa carta ao The New York Times, escrevendo: "A forma frívola como foi relatado como um evento 'da moda' é... ofensiva para todas as pessoas que estão comprometidas com os princípios humanitários de justiça." Na sequência, a residência dos Bernsteins foi atacada por manifestantes da Liga de Defesa Judaica e a família recebeu cartas de ódio. Muitos anos depois, o arquivo do FBI de Leonard Bernstein revelou que o Bureau fabricou as cartas e encenou agentes para fomentar os protestos.
Como vice-presidente do Citizens' Inquiry on Parole and Criminal Justice, Inc., Montealegre foi coautora de um relatório de março de 1974 sobre o sistema de liberdade condicional do estado de Nova Iorque, em colaboração com Coretta King, Victor Marrero, Ramsey Clark e outros. O relatório criticou a teoria e a prática do Conselho de Liberdade Condicional do Estado de Nova Iorque e recomendou sua abolição como instituição, desde que uma alternativa pudesse ser encontrada. Ela explicou que o objetivo era "despertar o público e dizer aos próprios presidiários o que esperar".
Montealegre trabalhou nos bastidores da Amnesty International no Chile durante a agitação política da década de 1970. Em memória de sua falecida esposa, Leonard Bernstein estabeleceu o Fundo Felicia Montealegre Bernstein da Anistia Internacional dos Estados Unidos. Sendo o primeiro deste tipo, o Fundo forneceu assistência organizacional e recursos tecnológicos cruciais para apoiar atividades de direitos humanos.

## Vida pessoal

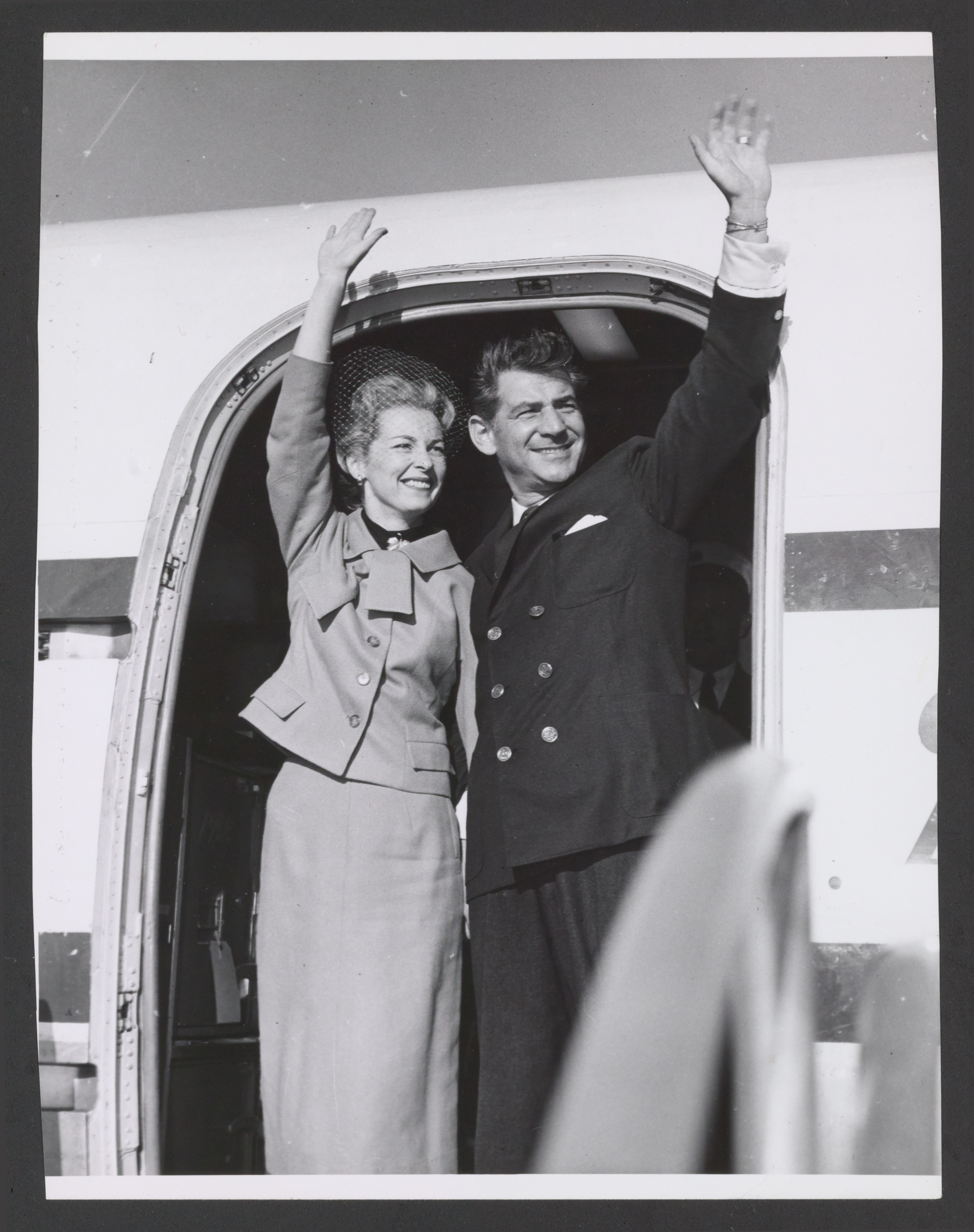
Leonard e Felicia Bernstein partindo para Israel, 1957. Fonte: Biblioteca do Congresso.

Montealegre conheceu o compositor e maestro Leonard Bernstein em 1946, numa festa oferecida por seu professor de piano. Depois que seu primeiro noivado foi rompido, ela teve um relacionamento com o ator Richard Hart até sua morte em 1951. Bernstein e ela se casaram em 9 de setembro de 1951 e tiveram três filhos: Jamie, Alexandre e Nina.
Os Bernsteins regularmente organizavam festas e recebiam amigos em sua casa. O amigo da família e fotógrafo John Gruen comentou: "Sempre houve comida, generosidade e alegria, jogos de palavras e quebra-cabeças... Isso deu um brio às nossas vidas naqueles anos." Montealegre manteve estreita amizade com muitos artistas e intelectuais, incluindo Marc Blitzstein, Lillian Hellman, Jennie Tourel, Richard Avedon, Martha Gellhorn, Stephen Sondheim, Cynthia O'Neal e Michael Wager, com quem mantiveram correspondência regular.
Montealegre foi um ícone da moda que frequentemente exibia pela primeira vez peças de novos estilistas em eventos públicos. Ao tornar os concertos de abertura da temporada da Filarmônica de Nova Iorque um evento da moda, suas apresentações inspiraram novos públicos a se envolverem com a música clássica. Em uma entrevista de 1958 para o The New York Times, ela disse: "Os modismos podem se tornar sérios. Algumas pessoas podem comparecer para exibir seu vison, descobrir que gostam da música e se tornarem devotadas à Filarmônica." Seu guarda-roupa foi divulgado na imprensa e ela se destacou por seu gosto impecável.
Ela projetou os interiores de cada uma das casas da família Bernstein, junto com a decoradora profissional e amiga Gail Jacobs. Montealegre foi aclamada pelo Guild of Professional Beauticians como uma das "dez mulheres mais bem penteadas de 1964", juntamente com mulheres contemporâneas conhecidas, como Eileen Ford, Anne Klein e Debbie Reynolds. Ela também cortou o cabelo de seus amigos e familiares. Quando conheceu o pianista Glenn Gould pela primeira vez, ela imediatamente decidiu que ele precisava cortar o cabelo. Lenny relembrou: "Antes que eu percebesse, Felicia – antes de 'tomar uma bebida' ou algo assim – o levou ao banheiro, lavou o cabelo e cortou-o, e ele saiu do banheiro parecendo um anjo."
Nas horas vagas, Montealegre começou a pintar e estudou com os artistas do pós-guerra Daniel Schwartz e Jane Wilson, esposa de John Gruen.
Montealegre morreu de câncer de mama que havia metástase para os pulmões em East Hampton, em 16 de junho de 1978, aos 56 anos.